# Петрок ап Клемен
Петрок Треснутое Копьё (корн. Petroc Baladrddellt; 600—658) — король Думнонии (633—658).

## Биография
Петрок был сыном короля Думнонии Клемена ап Бледрика. В 633 году его отец ушёл вместе с союзниками освобождать Гвинед. Там произошла битва, в которой король Клемен погиб.
В «Триадах острова Британия» Петрок включён в число трёх самых справедливых рыцарей острова. В 650 году произошло сражение при Брадфорд-он-Эйвон, в которой саксы победили, предположительно корнцев.
В 658 году Петрок совершил поход в Уэссекс, когда там правил Кенвал. Его целью было возвращение восточных земель. Однако в битве при Пенселвуде (Пеонне), он и его союзник, король Гластенинга, были разбиты. Петрок погиб в этой битве. Новым королём Думнонии стал Кулмин.